# Reinach BL
Reinach je město ve švýcarském kantonu Basilej-venkov. Žije zde přibližně 19 tisíc obyvatel.

## Geografie
Reinach leží na jižním úpatí pohoří Bruderholz v údolí řeky Birs a má krátkou hranici s městem Basilej. Východní hranici obce tvoří řeka Birs s hustým lužním lesem a vřesoviště. To je ptačím rájem a je domovem mnoha vzácných druhů rostlin. Sousedními obcemi jsou Arlesheim, Münchenstein, Bottmingen, Oberwil, Therwil, Aesch a také město Basilej a Dornach v kantonu Solothurn. Rozloha obce je 700 ha, z toho 29 % tvoří zemědělská půda, 17 % lesy, 53 % zastavěná plocha a 1 % neproduktivní půda.

## Historie

Letecký pohled na Reinach před nárůstem počtu obyvatel (1949)

Nejstarší archeologické nálezy (hroby a nástroje) pocházejí ze střední doby kamenné. V letech 2002–2005 byly v místní oblasti nalezeny nálezy z období přibližně 7000–800 př. n. l.; doba bronzová (1800-800 př. n. l.) je zastoupena poněkud méně, ale keramika, střepový koberec z Mausackeru, hroby a šperky dokládají, že Reinach byl osídlen i v tomto období. Nalezeny byly také hroby z doby laténské (800–100 př. n. l.); a z doby římské (od roku 100 př. n. l.) kremační hroby, mince, stolní nádobí, skleněné nádoby a mnoho dalšího. V roce 1973 byla v ulici Hubackerstrasse nalezena vysoce stylizovaná a zvětralá hallstattská hrobová stéla.
První písemná zmínka, v níž je Reinach uváděn jako Rinacho, pochází z doby vlády Ludvíka Garewarta, který byl v letech 1164 až 1176 basilejským biskupem. V roce 1194 je zaznamenáno, že Reinach patřil opatství Beinwil. Při velkém basilejském zemětřesení v roce 1356 byla velká část vesnice zničena. V roce 1373 se basilejská diecéze zadlužila a Reinach byl dán do zástavy pánům Hannemannovi a Ulrichovi z Ramsteinu.
Po připojení Basileje ke Staré švýcarské konfederaci v roce 1501 zůstal Reinach součástí basilejské diecéze. Až do roku 1511 museli obyvatelé Reinachu chodit do kostela v Pfeffingenu a teprve poté dostali vlastní farnost s vesnickým kostelem. Od roku 1525 byl Reinach reformován, ale v roce 1595 se za basilejského biskupa Jakoba Christopha Blarera von Wartensee vrátil ke staré víře. Reinach se stal hospodářským centrem, sídlem fojtství a držel sklad ovoce a soli dvou fojtství Birseck a Pfeffingen.

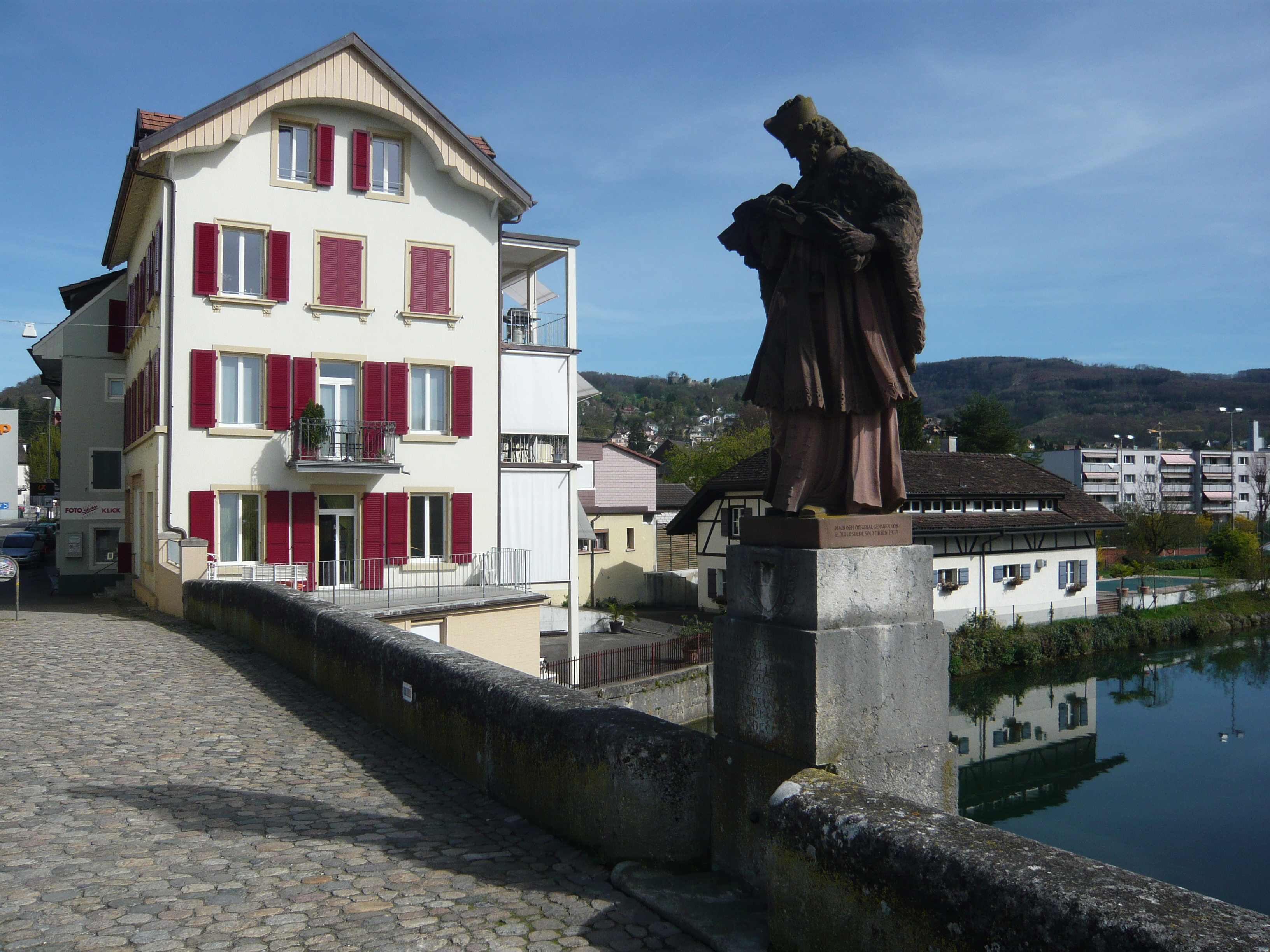
Most Nepomuk-Brücke v Reinachu se sochou Jana Nepomuckého

V důsledku Francouzské revoluce basilejský biskup v roce 1792 uprchl a Birseck byl obsazen francouzskými vojsky. Pod francouzskou nadvládou se pak Reinach na krátkou dobu stal hlavním městem departementu Mont-Terrible. V roce 1800 byl počet departementů snížen a obec byla nyní spravována z hlavního města Colmaru. Teprve Vídeňský kongres v roce 1815, který přidělil Birseck kantonu Basilej a Švýcarské konfederaci, ji více přičlenil ke Švýcarsku.
Během rozdělení kantonu Basilej, sporu mezi městem a venkovem, zůstali obyvatelé Reinachu věrni městu, ale poté se v roce 1833 stali spolu se zbytkem oblasti Birseck součástí nového kantonu Basilej-venkov.
Ještě na začátku 20. století byl Reinach s něco málo přes 1200 obyvateli zemědělskou obcí. Rozsáhlá vinice, která je dnes téměř celá zastavěná, byla součástí vesnického rázu obce. Dnešní centrální školní areál obce se školními budovami Bachmatten, Lochacker a Weiermatt byl až do 30. let 20. století stále ještě rozlehlým polem. Jak už název napovídá, bylo bažinaté a dokonce zčásti porostlé rákosím, takže se zde cítili jako doma i čápi.
Rok 1907 byl počátkem výrazného populačního růstu Reinachu, neboť otevřením tramvajové trati Basilej–Aesch získala obec, která ležela stranou od bývalé železnice pohořím Jura, první kolejové spojení s nedalekým městem na Rýně. Obyvatelé Reinachu nyní mohli využívat velkých výhod bližšího města s jeho pracovními příležitostmi a kulturní nabídkou, zatímco venkovský klid a velké rezervy stavebních pozemků přitahovaly do obce stále více nových obyvatel. Motorizace ještě více urychlila přeměnu zemědělské vesnice v aglomerační město s denní dojížďkou. Zatímco v roce 1950 měla obec 3475 obyvatel, v následujících třech desetiletích se počet obyvatel zvýšil pětinásobně na více než 18 tisíc.
V roce 2024 získal Reinach v rámci projektu Birsstadt - společně s dalšími (sousedními) obcemi podél řeky Birs - Wakkerovu cenu, nejvýznamnější švýcarské ocenění za architekturu.

## Obyvatelstvo
| Rok            | 1850 | 1880 | 1900 | 1910 | 1930 | 1950 | 1960 | 1970   | 1980   | 1990   | 2000   |
| Počet obyvatel | 816  | 951  | 1213 | 1463 | 2558 | 3475 | 6152 | 13 419 | 17 813 | 17 905 | 18 323 |

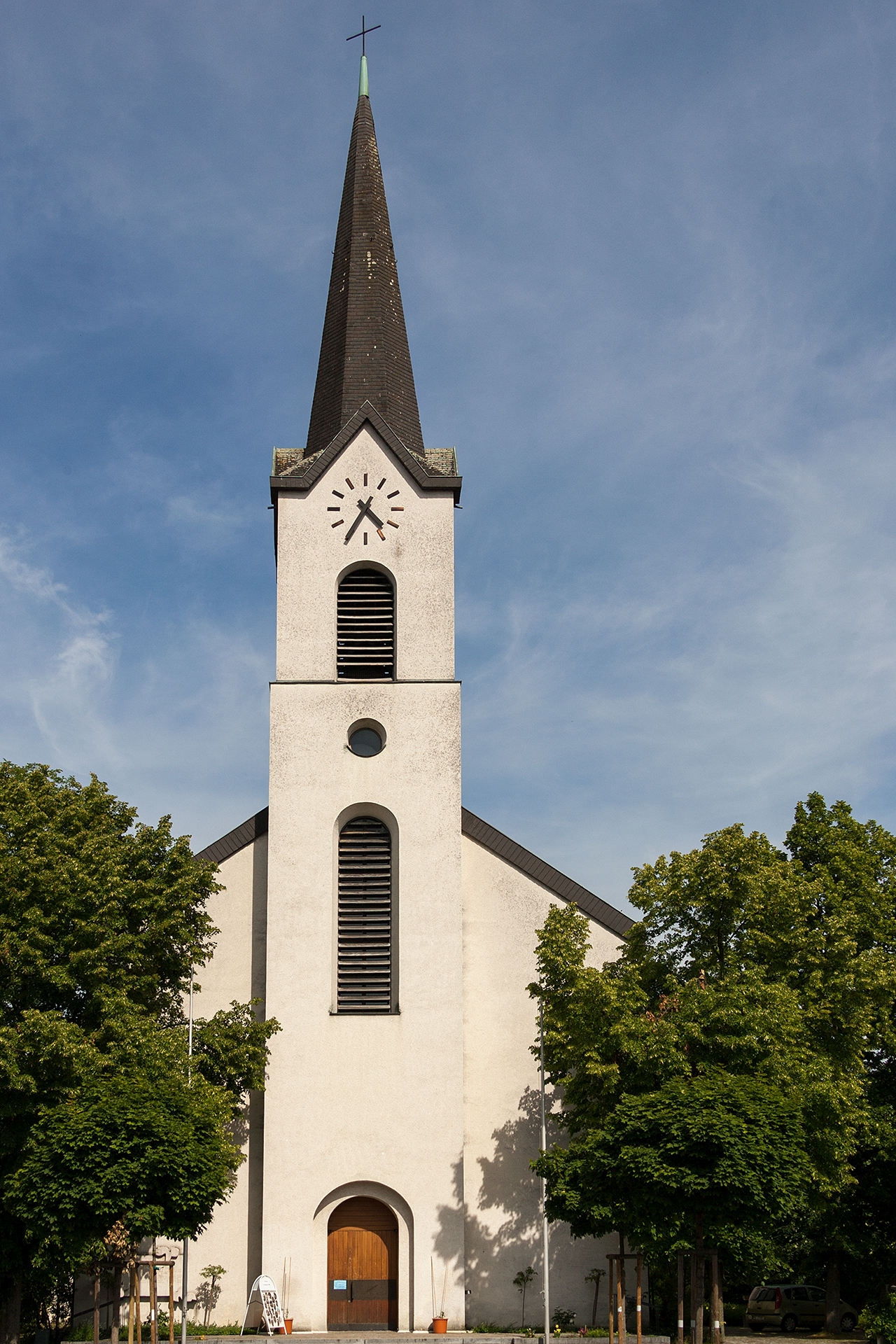
Katolický kostel

29,6 % obyvatel je římskokatolického vyznání, 24,6 % reformovaného. Podíl cizinců činil k červnu 2016 22,3 %. Většina obyvatel (k roku 2000) hovoří německy (16 239, tj. 88,6 %), druhým nejčastějším jazykem je italština (556, tj. 3,0 %) a třetím francouzština (307, tj. 1,7 %). Počet obyvatel prudce rostl zejména od roku 1950, kdy probíhala intenzivní bytová výstavba a suburbanizace basilejské aglomerace (stěhování obyvatel z Basileje do okolních obcí a měst).

## Hospodářství
Reinach je součástí hospodářského regionu severozápadního Švýcarska a basilejské aglomerace. V posledních letech se zde proto usadilo mnoho známých firem. Prostor k tomu nabízejí zejména dvě rozlehlé průmyslové zóny Kägen a Schönmatt. Další výhodou je napojení na údolní čtyřproudou silnici H18, která zase spojuje Reinach s Basilejí, zbytkem Švýcarska i okolními státy.
Každé čtyři až pět let pořádají obchodní, průmyslové a servisní společnosti v Reinachu výstavu AGIR (Reinach Trade and Industry Exhibition). Tento veletrh malých a středních podniků iniciovali v roce 1980 Willi Baader (tehdejší prezident obchodního a průmyslového sdružení Reinach) a Willy Goettin. Poprvé byl uspořádán v roce 1982 za účasti 70 firem. V roce 2002 bylo zastoupeno 130 firem.

## Doprava

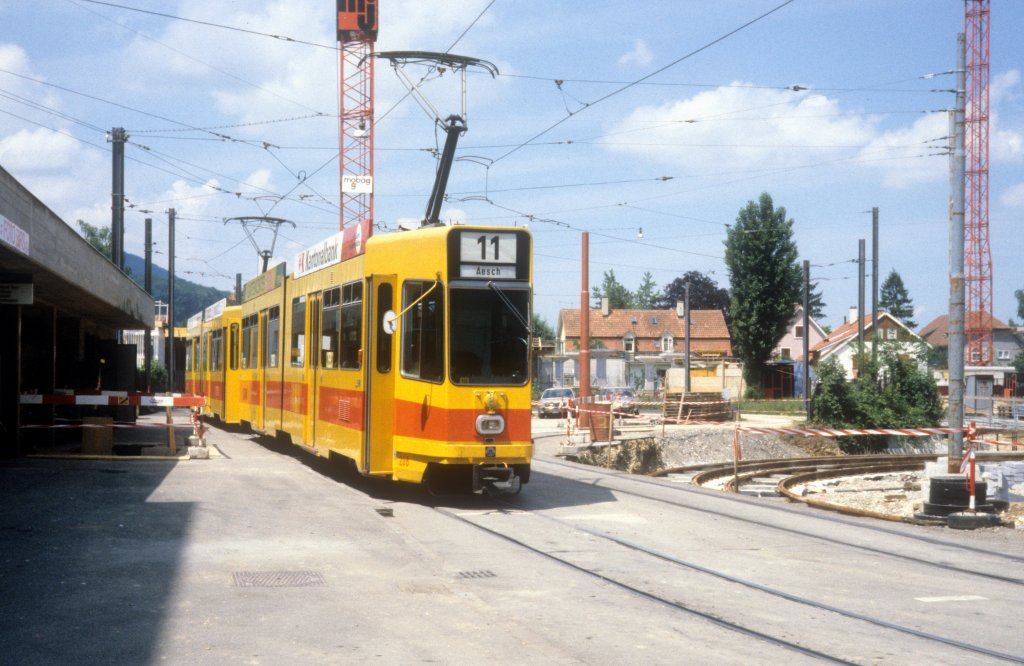
Basilejská tramvaj na lince Basilej – Reinach – Aesch

Reinach má dobré dopravní spojení se sousedními obcemi a městem Basilej. Městem projíždí tramvajová linka číslo 11, provozovaná dopravním podnikem Baselland Transport AG (BLT), která zajišťuje spojení do Aesch a přes Münchenstein na nádraží Basel SBB.
Ve směru východ-západ projíždí městem autobusová linka 64, která jej spojuje se stanicí Dornach-Arlesheim na basilejské lince S-Bahn S3 (trať Basilej–Delémont) a také s Therwilem, Oberwilem a Allschwilem.
Průmyslový areál Kägen obsluhuje od 11. prosince 2006 autobusová linka 62. Linka jezdí od nádraží Dornach-Arlesheim k jižnímu okraji průmyslové zóny a přes Reinach Dorf dále do Therwilu/Biel-Benkenu a odtud do vybrané spoje až do Allschwilu.